# Neopitagoreizm
Neopitagoreizm – ogólna nazwa starożytnych, średniowiecznych i renesansowych nurtów filozoficznych czerpiących z nauk Pitagorasa i uznających się za kontynuatorów pitagoreizmu.
W III i II w.p.n.e. szkoła pitagorejska podupadła, a jej nauki uległy w znacznej mierze zapomnieniu. Odrodzenie pitagoreizmu w I w.p.n.e. związane było z powrotem filozofii do tematyki religijnej i spirytualistycznej. Starożytni neopitagorejczycy podkreślali ciągłość swej myśli z naukami Pitagorasa i jego uczniów, jednocześnie jednak starali się wykazać, że pitagoreizm nie zaniknął na dwa wieki, lecz był integralną częścią filozofii Platona i Arystotelesa. Ich autorstwem są liczne falsyfikaty, pochodzące rzekomo od dawnych pitagorejczyków, a zawierające treści arystotelejskie i platońskiej. Miało to świadczyć o tym, że Platon i Arystoteles w istocie czerpali z nauk Pitagorasa i to jemu należy przypisywać wszelkie oryginalne myśli. W konsekwencji jednak neopitagoreizm bliski jest medioplatonizmowi.
Znanymi z imienia neopitagorejczykami byli: Publiusz Nigidiusz Figulus, Apoloniusz z Tiany, Moderatus z Gades w Arabii czy Nikomachos z Gerazy.
Termin „neopitagoreizm” nie jest powszechnie uznawany przez współczesnych historyków filozofii i znajduje zarówno swoich gorących zwolenników (np. Giovanni Reale czy Janina Gajda) jak i przeciwników (Ryszard Palacz).